# Eupithecia dissertata
Eupithecia dissertata är en fjärilsart som beskrevs av Rudolf Püngeler 1905. Eupithecia dissertata ingår i släktet Eupithecia och familjen mätare. Inga underarter finns listade i Catalogue of Life.